# Championnat du Luxembourg de football 1987-1988
Navigation
Saison précédente Saison suivante
La saison 1987-1988 du Championnat du Luxembourg de football est la 74e édition du championnat de première division au Luxembourg. Les douze meilleurs clubs du pays se retrouvent au sein d'une poule unique, la Division Nationale, où ils s'affrontent deux fois, à domicile et à l'extérieur. À l'issue de cette première phase, les quatre premiers jouent la poule pour le titre. En bas de classement, pour permettre le passage de douze à dix clubs, le dernier est directement relégué tandis que les 9e, 10e et 11e disputent une poule de promotion-relégation avec le vice-champion de Promotion d'Honneur, la deuxième division luxembourgeoise pour déterminer le dernier qualifié pour la prochaine saison.
La Jeunesse d'Esch, tenant du titre, remporte le titre national cette saison en terminant en tête de la poule finale, avec deux points d'avance sur l'Avenir Beggen et 4,5 sur l'Union Luxembourg. Il s'agit du 21e titre de champion du Luxembourg de l'histoire du club, qui réalise le doublé en battant son grand rival, l'Avenir Beggen en finale de la Coupe du Luxembourg.

## Les 12 clubs participants
| - CA Spora Luxembourg - Progrès Niedercorn - Swift Hesperange - Olympique Eischen - CS Grevenmacher - Union Luxembourg | - AS La Jeunesse d'Esch - Alliance Dudelange - Aris Bonnevoie - Promu de Promotion d'Honneur - Avenir Beggen - Red Boys Differdange - US Rumelange - Promu de Promotion d'Honneur |

## Compétition

### Première phase
Le barème utilisé pour établir le classement est le suivant :
- Victoire : 2 points
- Match nul : 1 point
- Défaite : 0 point

| Rang | Équipe               | Pts | J  | G  | N | P  | Bp | Bc | Diff |
| ---- | -------------------- | --- | -- | -- | - | -- | -- | -- | ---- |
| 1    | Jeunesse d'Esch (T)  | 34  | 22 | 15 | 4 | 3  | 53 | 20 | +33  |
| 2    | CA Spora Luxembourg  | 33  | 22 | 14 | 5 | 3  | 56 | 21 | +35  |
| 3    | Avenir Beggen        | 28  | 22 | 11 | 6 | 5  | 48 | 25 | +23  |
| 4    | Union Luxembourg     | 27  | 22 | 11 | 5 | 6  | 48 | 32 | +16  |
| 5    | Red Boys Differdange | 23  | 22 | 8  | 7 | 7  | 36 | 27 | +9   |
| 6    | Olympique Eischen    | 21  | 22 | 7  | 7 | 8  | 24 | 35 | -11  |
| 7    | Progrès Niedercorn   | 20  | 22 | 7  | 6 | 9  | 35 | 35 | 0    |
| 8    | CS Grevenmacher      | 20  | 22 | 8  | 4 | 10 | 27 | 36 | -9   |
| 9    | Swift Hesperange     | 16  | 22 | 6  | 4 | 12 | 32 | 48 | -16  |
| 10   | Alliance Dudelange   | 16  | 22 | 6  | 4 | 12 | 24 | 40 | -16  |
| 11   | Aris Bonnevoie (P)   | 16  | 22 | 5  | 6 | 11 | 33 | 54 | -21  |
| 12   | US Rumelange (P)     | 10  | 22 | 2  | 6 | 14 | 20 | 63 | -43  |

|  | Qualification pour la poule pour le titre                                                    |
|  | Participation à la poule de promotion-relégation                                             |
|  | Relégation en Division d'Honneur                                                             |
|  | (T) Tenant du titre (C) Vainqueur de la Coupe du Luxembourg (P) : Promu de deuxième division |

### Seconde phase

#### Poule pour le titre
Les 4 équipes démarrent la seconde phase avec la moitié des points acquis lors de la première phase.
| Rang | Équipe                  | Pts  | J | G | N | P | Bp | Bc | Diff |
| ---- | ----------------------- | ---- | - | - | - | - | -- | -- | ---- |
| 1    | Jeunesse d'Esch (T) (C) | 25   | 6 | 4 | 0 | 2 | 9  | 7  | +2   |
| 2    | Avenir Beggen           | 23   | 6 | 4 | 1 | 1 | 12 | 4  | +8   |
| 3    | Union Luxembourg        | 20,5 | 6 | 3 | 1 | 2 | 11 | 7  | +4   |
| 4    | CA Spora Luxembourg     | 16,5 | 6 | 0 | 0 | 6 | 3  | 17 | -14  |

|  | Qualification pour la Coupe d'Europe des clubs champions 1988-1989                           |
|  | Qualification pour la Coupe des Coupes 1988-1989                                             |
|  | Qualification pour la Coupe UEFA 1988-1989                                                   |
|  | (T) Tenant du titre (C) Vainqueur de la Coupe du Luxembourg (P) : Promu de deuxième division |

#### Poule de promotion-relégation
| Rang | Équipe                     | Pts | J | G | N | P | Bp | Bc | Diff |
| ---- | -------------------------- | --- | - | - | - | - | -- | -- | ---- |
| 1    | Swift Hesperange           | 8   | 6 | 3 | 2 | 1 | 12 | 7  | +5   |
| 2    | Jeunesse Wasserbillig (D2) | 6   | 6 | 2 | 2 | 2 | 9  | 8  | +1   |
| 3    | Aris Bonnevoie (P)         | 5   | 6 | 2 | 1 | 3 | 11 | 11 | 0    |
| 4    | Alliance Dudelange         | 5   | 6 | 1 | 3 | 2 | 2  | 8  | -6   |

|  | Relégation en Promotion d'Honneur |
|  | (P) : Promu de deuxième division  |

## Bilan de la saison
| Championnat du Luxembourg de football 1987-1988 |                             |
| Champion                                        | Jeunesse d'Esch (21e titre) |
| Coupes et trophées                              |                             |
| Vainqueur de la Coupe du Luxembourg 1987-1988   | Jeunesse d'Esch             |
| Qualifications continentales                    |                             |
| Coupe d'Europe des clubs champions 1988-1989    | Jeunesse d'Esch             |
| Coupe des Coupes 1988-1989                      | Avenir Beggen               |
| Coupe UEFA 1988-1989                            | Union Luxembourg            |
| Promotions et relégations                       |                             |
| Promus en Division Nationale                    | CS Pétange                  |
| Relégués en Promotion d'Honneur                 | Alliance Dudelange          |
| Relégués en Promotion d'Honneur                 | US Rumelange                |
| Relégués en Promotion d'Honneur                 | Aris Bonnevoie              |